# Isnart d'Entrevenas
Isnart d'Entrevenas, o Iznart d'Entrevenas o d'Antravenas (fl. 1203-1225), è stato un trovatore provenzale, figlio di Raimon d'Agout, un mecenate di trovatori, e di Beatrice de Dia, figlia di Jaufre Reforzat de Trets.

## Biografia
Isnart ebbe possedimenti nei territori di Agoult (da cui la famiglia prende il nome), Pontevès e Entrevennes. La sua poesia implica un soggiorno in Lombardia. In Provenza figura in vari documenti tra il 1203 e il 1225 ed è podestà di Arles nel 1220. Il 22 novembre del 1251 un Isnart d'Entrevenas è testimone al trattato di pace tra Barral di Baux e Carlo I d'Angiò, ma è probabile non sia il trovatore ma suo figlio. 
Il lavoro di Isnart viene conservato in due canzonieri, denominati D (il Poetarum Provinciali) ed N (il cosiddetto Manoscritto di Filippo). Isnart ha composto due coblas (in serie), attaccando Blacatz, talvolta classificati come sirventes. La seconda cobla è questa:
pos novels es lo sos,

mais valgra sa chanzos

s'i meses puois e praz,

horz e vergers foillaz,

Espaign'et Almaria

e Franz'e Lombardia

e los bous Bertelai

e los loncs iornz de mai

e'l dotze mes de l'an

e l'herba Saint Iohan

e la pasqa floria.»
"Bertelai" è un riferimento al Bertolai della leggenda arturiana, che appare in Lancelot du Lac. Isnart probabilmente prese l'idea da una poesia di Giraut de Bornelh. Compone anche un partimen, "Del sonet", con il joglar Pelestort prima del 1237.